# The Sims 2: Castaway
The Sims 2: Castaway je treći spin-off Simsa 2 na konzolama. U SAD-u je izdana 22. listopada 2007., a u Europi 26. listopada 2007. za Nintendo DS, Wii, PSP i Playstation 2.

## Sadržaj
The Sims 2: Castaway dozvoljava Simu da živi u neistraženom raju na otoku, izvodeći zadatke poput gradnje skloništa, učenja da nađe hranu, i pokušavanja učiniti svoj život što lagodnijim dok traže način da se vrate u civilizaciju. Nagrade su otključane, kad su zadaci izvršeni. 

## Priča
Nakon kreiranja Simova, na mobitelu će biti pet slika (prva ih prikazuje kako uživaju na putovanju, druga prikazuje kapetana kako pjeva karaoke, treća ih prikazuje kako piju, četvrta ih prikazuje kako primjećuju nadolazeću oluju, i peta prikazuje prevrnuti brod). Ciljevi se mogu pronaću u knjigama na tri otoka. Nakon napuštanja otoka, jedan će od Simova imati nevolja kod kuće zbog računa, telefonskih poziva i posla.

## Vanjske poveznice
- Službena web stranica  Arhivirana inačica izvorne stranice od 6. travnja 2008. (Wayback Machine)